# Dritter-Mann-Phänomen

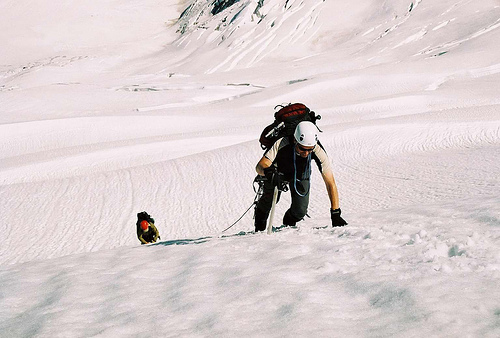
Drei Bergsteiger

Das Dritter-Mann-Phänomen (engl. third man factor oder third man syndrome) beschreibt Situationen, in denen ein Mensch das Gefühl hat, eine unsichtbare Präsenz, beispielsweise ein Geist, würde ihn ermutigen und ihm während einer traumatischen Erfahrung beistehen.

## Geschichte
Sir Ernest Shackleton beschrieb in seinem 1919 erschienenen Buch South seine Überzeugung, dass ein übernatürlicher Beistand ihn und seine beiden Begleiter auf dem letzten Abschnitt der Endurance-Expedition unterstützt habe, nachdem sie im Packeis gefangen waren und nur unter größten Mühen wieder in Sicherheit gelangen konnten. Shackleton schrieb: „Während jenes langen, zermürbenden Marsches von sechsunddreißig Stunden über die namenlosen Berge und Gletscher Südgeorgiens hatte ich oft das Gefühl gehabt, wir seien nicht zu dritt, sondern zu viert“. Dasselbe hätten ihm auch seine beiden Begleiter berichtet.
Shackletons Bericht inspirierte den Dichter T. S. Eliot nach eigener Angabe zu der folgenden Stelle in seinem 1922 erschienenen Gedicht Das wüste Land:

„Wer ist der Dritte, der dir immer zur Seite geht?
Wenn ich zähle, sind nur du und ich beieinander
Aber wenn ich vorschaue über die weiße Straße
Ist immer ein andrer der neben dir geht
Gleitet dahin in braunem Mantel, das Haupt verhüllt
Ich weiß nicht ob Mann ob Weib
– Aber wer ist das auf der andern Seite von dir?“

Der Name für dieses Phänomen (das einem einzelnen oder mehreren Menschen begegnen kann) ist von dem „Dritten“ in diesem Werk abgeleitet.
In den letzten Jahren haben zahlreiche Abenteurer wie Extrembergsteiger Reinhold Messner und die Polarforscher Peter Hillary und Ann Bancroft davon berichtet, dieses Phänomen erlebt zu haben, ebenso die Taucherin Stephanie Schwabe. Eine ähnliche Erfahrung hielt der Bergsteiger Joe Simpson in seinem 1988 erschienenen Buch Sturz ins Leere fest, in dem er von einer Nahtoderfahrung in den peruanischen Anden erzählt. Simpson beschreibt „eine Stimme“, die ihn immer wieder ermutigte und ihn lenkte, während er zu seinem Lager zurückkroch, nachdem er hoch auf dem Siula Grande eine schwere Beinverletzung erlitten hatte und von einer Klippe in einen Spalt gestürzt war.
Laut einer Studie bildeten Bergsteiger die größte Gruppe von Betroffenen, gefolgt von Einhandseglern und Schiffbrüchigen an zweiter und Polarforschern an dritter Stelle.  Einige Journalisten haben das Dritter-Mann-Phänomen mit dem Konzept von Schutzengeln oder imaginären Freunden verglichen. Wissenschaftliche Erklärungen betrachten das Phänomen als Bewältigungsstrategie oder als Beispiel von bikameraler Psyche. Das Konzept wurde durch das 2009 erschienene Buch The Third Man Factor von John G. Geiger populär.
In der modernen Psychologie wird das Dritter-Mann-Phänomen genutzt, um Menschen zu helfen, die traumatische Erfahrungen gemacht haben. Der „kultivierte innere Charakter“ soll für eingebildete Unterstützung und Trost sorgen.

## Rezeption in Literatur und Film
In Larry McMurtrys 1985 erschienenem Western-Roman Weg in die Wildnis überlebt Pea Eye nur knapp einen Indianerangriff und wird auf dem Marsch zurück von einem „Geist“ oder „geistigen Wesen“ geleitet.
In dem Roman Weiße Finsternis von Geraldine McCaughrean aus dem Jahr 2005 nimmt die jugendliche Heldin Sym an einer zum Scheitern verurteilten Expedition in die Antarktis teil. Zurückgelassen und verloren, wird sie von einem „dritten Mann“, ihrem imaginären Freund Lawrence Oates, in Sicherheit gebracht.
Auch in Thomas Pynchons 2006 erschienenem Roman Gegen den Tag spielt diese Erfahrung eine Rolle.
In dem im selben Jahr erschienenen Roman Operation Zombie: Wer länger lebt, ist später tot von Max Brooks gelingt es Oberst Christina Eliopolis nach einer Notlandung in einem zombie-verseuchten Gebiet, dank der Hilfe eines Himmelsbeobachters mit dem Codenamen „Mets Fan“ zu überleben und gerettet zu werden, der sich später als Gebilde ihrer Phantasie herausstellt. Sie hält aber an dem Glauben fest, dass Mets eine reale Person ist.
In dem Film Cloak & Dagger (1984) wird Davey Osborne, ein Kind, das seine Phantasie nutzt, um seinen abwesenden Vater zu ersetzen, von Kriminellen verfolgt, welche versuchen, versteckte Daten von einer seiner Spielkassetten zu erbeuten. In extrem gefährlichen und stressigen Situationen erscheint ein Agent einer Spezialeinheit namens Jack Flack, welcher auf scheinbar magische Weise Davey durch die Situationen führt. Dabei werden die Rollen von Jack Flack und Daveys Vater vom selben Schauspieler, Dabney Coleman, gespielt.
In dem Film The Guardian aus dem Jahr 2006 fragt ein vor dem Ertrinken geretteter Seemann: „Wo ist er?“ und erzählt von einem Mann, der bei ihm geblieben sei und ihn über Wasser gehalten habe, bis Hilfe kam.
In dem Film Gravity von 2013 muss die Biomedizin-Ingenieurin Ryan Stone mit ansehen, wie der Astronaut Matt Kowalski in den Weltraum davonschwebt, seinem sicheren Tod entgegen. In einer späteren Filmszene ist die erschöpfte Stone kurz davor aufzugeben, als Kowalski wieder erscheint, anscheinend überlebt hat und in ihre Raumkapsel kommt. Er gibt Stone die Willenskraft, die sie zum Überleben benötigt und zeigt ihr, wie sie zurück zur Erde gelangen kann, bevor er als ihr Phantasiegebilde enthüllt wird.